# ジブチの国章
ジブチの国章（ジブチのこくしょう）は、1977年6月27日に独立に伴い、導入された国章である。ゲッケイジュの枝で縁取られており、その中央部に槍や盾を配置し、槍は垂直に立てられている。また、盾の下には、大きな短剣を持った二本の腕が槍から伸びている。この二本の腕は、国内の二つの主な種族であるアファル人とイッサ人を表しており、星は統合を意味している。